# Alexander von Humboldt (bateau)
Pour les articles homonymes, voir Alexander von Humboldt (homonymie).
Le voilier Alexander von Humboldt est un trois-mâts barque allemand qui a été construit en 1906 sous le nom de Sonderburg. 

## Historique

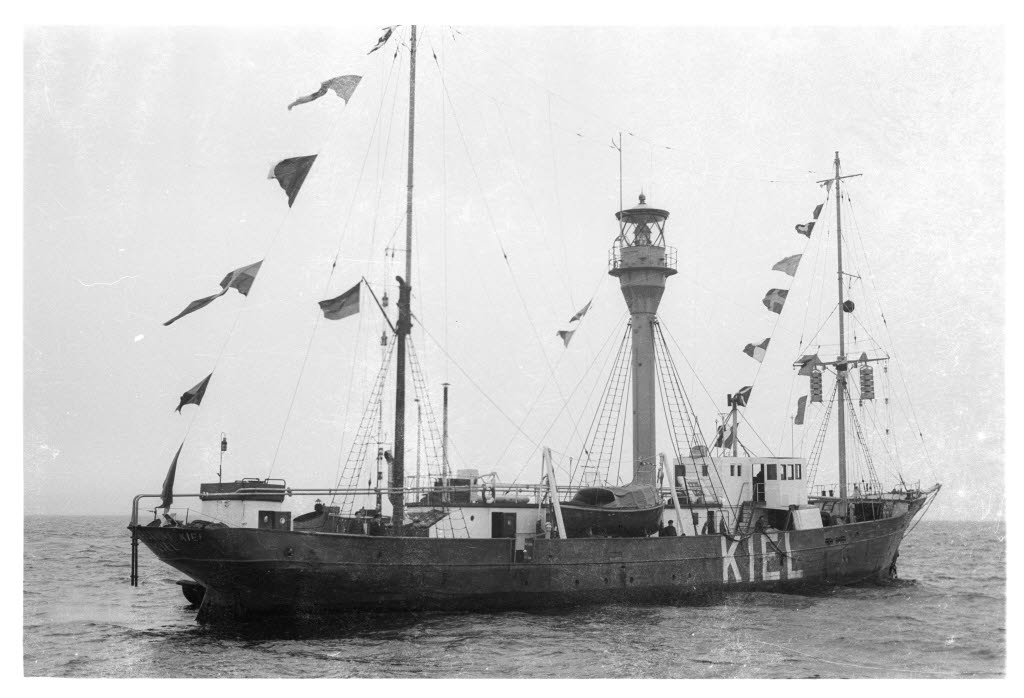
Le bateau-phare Kiel (III) (ancien Sonderburg) pavoisé en 1966.

Construit comme bateau-phare en 1906 par le chantier naval AG Weser à Flensbourg, il est lancé le 10 septembre 1906. On ne sait pas exactement s'il a été lancé sous le nom de Reserve Fehmarnbelt, d'après sa première station au Fehmarn Belt, détroit qui sépare l'Allemagne de l'île danoise de Lolland, ou sous celui de Reserve-Sonderburg, d'après la ville de ce nom, aujourd’hui Sønderborg au Danemark. Il appartient à une série de quatre sister-ships avec les Norderney (I) (aujourd'hui musée naval à Wilhelmshaven), Norderney (II) et Amrumbank (tous deux détruits pendant la Seconde Guerre mondiale),
Pendant la Première Guerre mondiale, il est stationné en plusieurs points de la mer Baltique. En 1920,  il est renommé Reserve Holtenau, d'après son port d'attache Kiel-Holtenau (aujourd'hui un quartier de Kiel) à la suite des plébiscites du Schleswig qui attribuent au Danemark la ville de Sonderburg.
Pendant la Seconde Guerre mondiale, il est stationné en plusieurs points de la mer Baltique et de la mer du Nord. En 1945, il est transféré à Kiel et reçoit le nom de Kiel (III), pour remplacer le bateau-phare Kiel II coulé par un bombardement aérien.

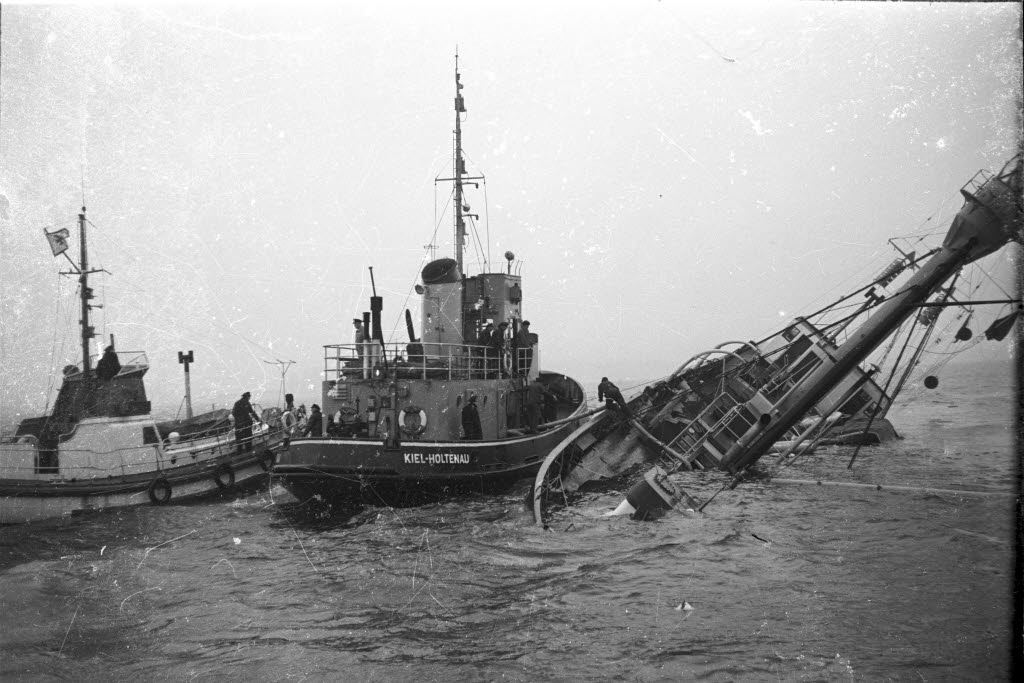
Le Kiel (III) après sa collision avec le cargo Satu. Le navire de sauvetage Spiekeroog (à gauche) et le remorqueur Flemhude (au centre) basé à Kiel-Holtenau, 4 janvier 1957.

En 1957, il entre en collision avec le cargo finlandais Satu. Envoyé en réparation, il reprend du service en 1959. En 1967, rendu inutile à Kiel par la construction d'un nouveau phare terrestre, il est envoyé en station en plusieurs points des côtes allemandes. Il se fixe sur la baie Allemande. En 1986, il entre à nouveau en collision avec le cargo libérien Ocean Wind et est envoyé pour réparation à Wilhelmshaven. Il reçoit le nom de Confidenta. Sa tourelle porte-lanterne est démontée : elle est exposée au musée maritime de Kiel.
En 1986, le navire est racheté par la Sail Training Association of Germany (STAG) pour être reconditionné en trois-mâts. Il est baptisé Alexander von Humboldt en 1988 du nom du célèbre naturaliste et voyageur allemand, cofondateur de l'université de Berlin pour servir de bateau-école ouvert au grand public.
En 2003-2004, il part en croisière dans les Caraïbes pour le bicentenaire de l'expédition sud-américaine d'Alexander von Humboldt, de 1799 à 1804. En 2005-2006, il accomplit un long périple depuis Bremerhaven par Saint-Malo, Lisbonne, les îles Canaries, les îles du Cap-Vert, Rio de Janeiro, Buenos Aires, Ushuaïa en contournant le cap Horn, Valparaíso, Callao, Balboa sur le canal de Panama, La Havane, les Bermudes, les Açores, Saint-Malo et retour à Bremerhaven.